# Sindrome di Stevens-Johnson
La sindrome di Stevens-Johnson (SSJ) è una reazione acuta da ipersensibilità che coinvolge la cute e le mucose e che può essere scatenata da malattie virali, batteriche o reazione avversa a farmaci.
Attualmente è considerata una variante dell'eritema polimorfo, di cui costituisce una forma più grave.
Altra sindrome con caratteristiche analoghe, ma molto più grave, è la sindrome di Lyell.

## Epidemiologia
Colpisce prevalentemente le persone durante l'infanzia e i giovani adulti.

## Eziologia
La causa scatenante spesso è l'uso di farmaci che scatenano una reazione allergica grave, a volte si è vista la sua comparsa in seguito a una gravidanza, più raramente invece è una complicanza di forme tumorali.
Tra i principi attivi che possono indurre tale stato morboso vi sono Enalapril, Lisinopril, Sulfadossina, Trandolapril, Allopurinolo, Cefacloro, Cotrimossazolo (Bactrim, Septra, ecc.), Nimesulide, Nevirapina, Claritromicina, Lamotrigina. Nella maggior parte dei casi, i sintomi si presentano nelle prime 4 settimane dall'assunzione del farmaco causante la reazione.

## Sintomatologia
Mentre l'eritema polimorfo si manifesta attraverso lesioni cutanee (papule o chiazze eritematose rotonde con aspetto talvolta a coccarda), nella sindrome di Stevens-Johnson la cute presenta aree di necrosi e sfaldamento e le lesioni coinvolgono anche le mucose, dalla bocca (con degenerazione crostoso-erosiva delle labbra) alle congiuntive e all'uretra. Vi è compromissione sistemica con febbre elevata, faringodinia, vomito, diarrea, artralgie. Le lesioni sono ingravescenti e lo sfaldamento cutaneo provoca la formazione di bolle spesso emorragiche (Segno di Nikolsky). Il venir meno della barriera epidermica provoca una perdita di liquidi ed elettroliti, con un alto rischio di infezioni batteriche per l'ingresso di germi, soprattutto piogeni, dalle soluzioni di continuo della cute.

## Terapia
Riposo assoluto, interrompere la somministrazione del farmaco inducente la reazione, si utilizzano glucocorticoidi e analgesici. Nel caso di problemi alle vie respiratorie il paziente può essere sottoposto a ventilazione artificiale.

## Prognosi
La sindrome nella sua forma propria (cioè con meno del 10% della superficie corporea coinvolta) ha una bassa percentuale di mortalità (meno del 5%), mentre altre forme più gravi, come la sindrome di Lyell, possono avere un'alta percentuale di mortalità (sino al 70%).